# Bataille du Mont-Thabor
Campagne d'Égypte
Batailles
Guerre de la Deuxième Coalition
- St George's Caye (navale) (09-1798)
- Nicopolis (10-1798)
- Corfou (11-1798)
- Copenhague (navale) (04-1801)
- Algésiras (navale) (06-1801)

Campagne de Hollande
- Callantsoog (08-1799)
- Vlieter (08-1799)
- Zyp (09-1799)
- Bergen (09-1799)
- Alkmaar (10-1799)
- Castricum (10-1799)

Campagne de Suisse
- Ostrach (03-1799)
- Feldkirch (03-1799)
- 1re Stockach (03-1799)
- Frauenfeld (05-1799)
- Winterthour (05-1799)
- 1re Zurich (06-1799)
- Schwytz (08-1799) (en)
- Amsteg (08-1799)
- Saint-Gothard (09-1799)
- 2e Zurich (09-1799)
- Linth(09-1799)
- Muten (10-1799) (ru)
- Engen (05-1800)
- 2e Stockach (05-1800)
- Moesskirch (05-1800)
- Biberach (05-1800)
- Erbach (05-1800)
- Höchstädt (06-1800)
- Ampfing (12-1800)
- Hohenlinden (12-1800)

Campagne d'Égypte
- Malte 1 (06-1798)
- Malte 2 (06-1798)
- Alexandrie (07-1798)
- Chebreiss (07-1798)
- Pyramides (07-1798)
- 1re Aboukir (08-1798)
- Salheyeh (08-1798)
- Malte 3 (09-1798)
- Sédiman (10-1798)
- Caire (10-1798)
- Samanouth (01-1799)
- El Arish (02-1799)
- Syène (02-1799)
- Jaffa (03-1799)
- Saint-Jean-d'Acre (03-1799)
- Mont-Thabor (04-1799)
- 2e Aboukir (07-1799)
- Damiette (11-1799)
- Héliopolis (03-1800)
- 3e Aboukir (03-1801)
- Mandora (03-1801)
- Canope (03-1801)
- Fort Jullien (04-1801)
- Le Caire (06-1801) (en)
- Alexandrie (08-1801)

2e Campagne d'Italie
- Vérone (03-1799)
- Magnano (04-1799)
- Cassano (04-1799)
- Mantoue (04-1799)
- Bassignana (05-1799)
- 1re Marengo (05-1799) (en)
- Modène (06-1799) (en)
- Trebbia (06-1799)
- 2e Marengo (06-1799) (en)
- Novi 1 (08-1799)
- Rome (09-1799)
- Mannheim (09-1799) (en)
- Novi 2 (10-1799) (en)
- Genola (11-1799)
- Gênes (04-1800)
- Sassello (04-1800) (en)
- Fort Bard (05-1800)
- Verceil (05-1800)
- Turbigo (05-1800)
- Montebello (06-1800)
- 3e Marengo (06-1800)
- Pozzolo (12-1800)

La bataille du Mont-Thabor est la conséquence du siège de Saint-Jean-d'Acre, un épisode de la campagne d'Égypte menée par l'armée d'Orient commandée par le général Bonaparte.

## Prélude

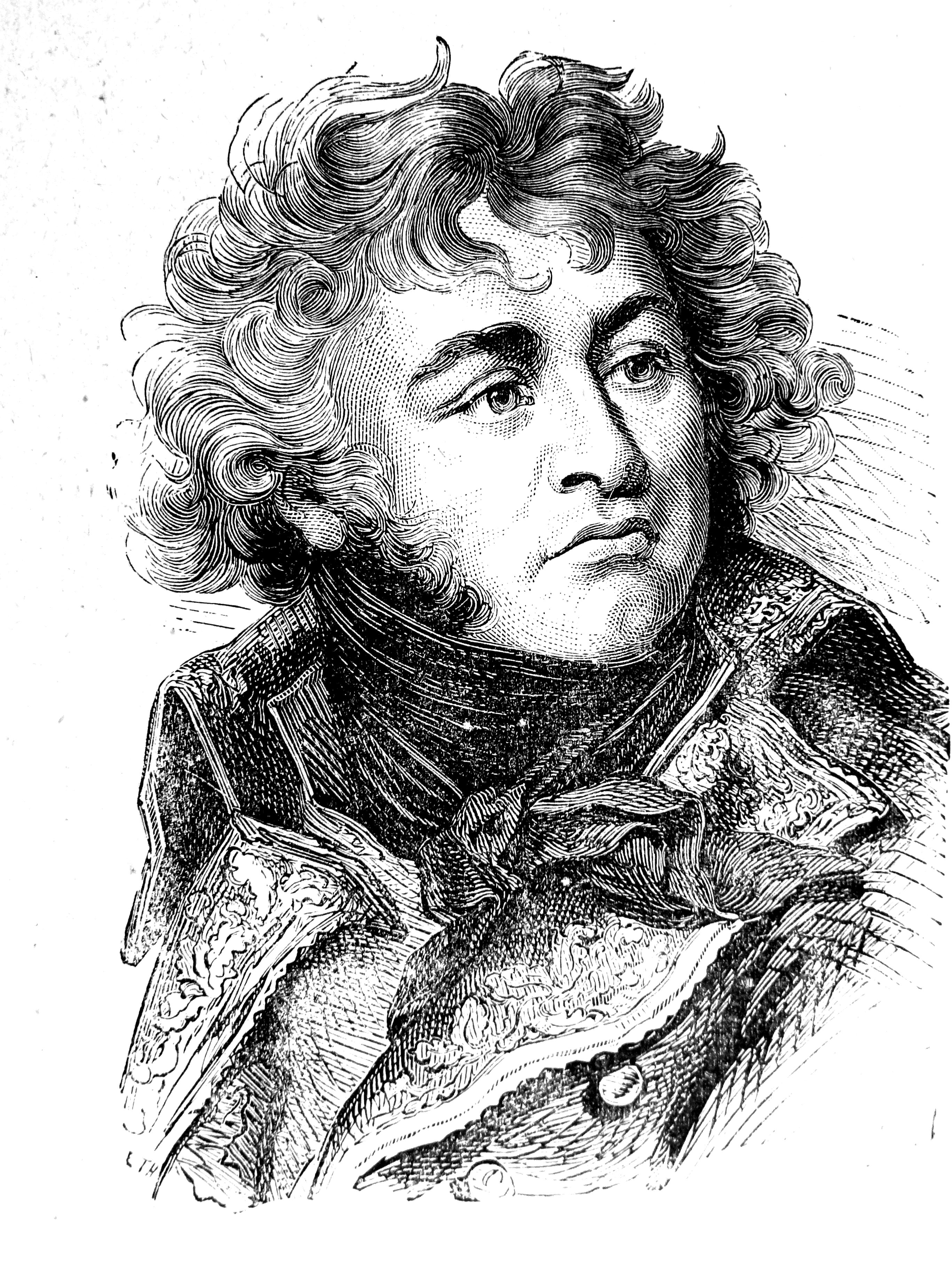
Le général Jean-Baptiste Kléber, sur ordre de Bonaparte, se porte à la rencontre de l'armée turque d'Abdullah Pacha.

Apprenant que l'armée turque a passé le Jourdain pour essayer de venir en aide aux assiégés de la ville de Saint-Jean-d'Acre, Bonaparte ordonne à la division Kléber, forte de 4 000 hommes, de se porter au-devant de l'ennemi.

## Bataille
Le général Kléber passe à l'attaque de l'armée d'Abdullah Pacha dans la nuit du 15 au 16 avril 1799. Mais l'attaque échoue car les troupes se perdent dans l'obscurité. Le jour arrivé, ce sont les troupes turques qui attaquent, avec une supériorité numérique écrasante. Kléber n'a d'autre choix que de faire former le carré d'infanterie. La bataille dure de longues heures.
Les troupes françaises sont presque à court de munitions et sur le point de succomber quand Napoléon débouche du mont Thabor avec les 4 000 hommes de la division du général Bon, et tombe sur les arrières de l'armée turque. Les renforts forment un triangle avec les carrés de Kléber, et les Français prennent les Ottomans sous un feu croisé. La cavalerie ottomane est décimée, et l'infanterie d'Abdullah Pacha se replie en désordre.

## Conséquences
Les pertes françaises sont de deux morts et 60 blessés,,,. Cette victoire ne laissa plus aucun espoir d'aide extérieure aux assiégés de la ville de Saint-Jean-d'Acre. Malgré cela, la ville continua à résister à tous les assauts jusqu'à juin 1799 date à laquelle Bonaparte fut contraint de repartir en Égypte avec une armée diminuée par la peste.